# Haplochromis oregosoma
Haplochromis oregosoma är en fiskart som beskrevs av Greenwood, 1973. Haplochromis oregosoma ingår i släktet Haplochromis och familjen Cichlidae. IUCN kategoriserar arten globalt som nära hotad. Inga underarter finns listade i Catalogue of Life.